# Fuest Familienstiftung
Die Fuest Familienstiftung ist eine nicht gemeinnützige unternehmensverbundene Stiftung mit Sitz in Beckum im Münsterland. Sie betreibt bundesweit sechs spezialisierte Reha-Kliniken und drei Senioreneinrichtungen in Deutschland. 
In den Einrichtungen der Fuest Familienstiftung sind nach Unternehmensangabe 1034 Mitarbeiter beschäftigt. In den Einrichtungen werden jährlich etwa 10.000 Patienten und Pflegebedürftige Menschen behandelt und betreut. Es bestehen u. a. 1723 Wohn-, Betreuungs- und Behandlungsplätze in den verschiedenen Einrichtungen.

## Geschichte
In den siebziger Jahren entwickelte sich unter der Geschäftsführung von Franz Fuest das ursprüngliche Bauunternehmen Wilhelm Fuest zu einem Erbauer und Betreiber von Gesundheitseinrichtungen. Im Jahr 2010 haben die Eheleute Franz und Hilde Fuest ihre Gesellschaftsanteile der Kliniken und Senioreneinrichtungen in die Fuest Familienstiftung eingebracht. Sie soll die familiäre Führung der Häuser langfristig sichern.

## Unternehmensstruktur
Zur Stiftung gehören 3 medizinische Rehabilitationskliniken, drei suchtmedizinische Reha-Kliniken und drei Senioreneinrichtungen. Die einzelnen Einrichtungen werden als juristisch eigenständige Unternehmen geführt. 
Stationäre Fachkliniken für Medizinische Rehabilitation
- Klinik Tecklenburger Land[3] (Tecklenburg), Fachklinik für Psychosomatik, Hämatologie und internistische Onkologie
- Strandklinik St. Peter-Ording[4] (Sankt Peter-Ording), Fachklinik für Psychosomatik, Pneumologie und Orthopädie
- Strandklinik Boltenhagen[5] (Ostseebad Boltenhagen), Fachklinik für Kardiologie, Angiologie, Hämatologie und internistische Onkologie

Psychosomatische Fachkliniken für Abhängigkeitserkrankungen
- Eschenberg-Wildpark-Klinik[6] in Hennef (Sieg)
- Klinik Brilon-Wald[7] (Brilon)
- Klinik Bad Blankenburg[8] (Bad Blankenburg)

Senioreneinrichtungen
- Residenz Am Malerwinkel und Ambulanter Dienst Am Malerwinkel[9] in Bad Sassendorf, Seniorenresidenz und Seniorenhotel
- Seniorenwohnpark Kinzigaue[10] in Langenselbold, stationäres Pflegeheim
- Seniorenwohnpark Bauernmühle[11] in Pinneberg, stationäres Pflegeheim